# Талеский, Борко
Борко Талеский (макед. Борка Талески, сербохорв. Борко Талески / Borko Taleski; 19 августа 1921, Прилеп — 2 марта 1942, Плетвар) — югославский македонский партизан Народно-освободительной войны Югославии, Народный герой Югославии.

## Биография

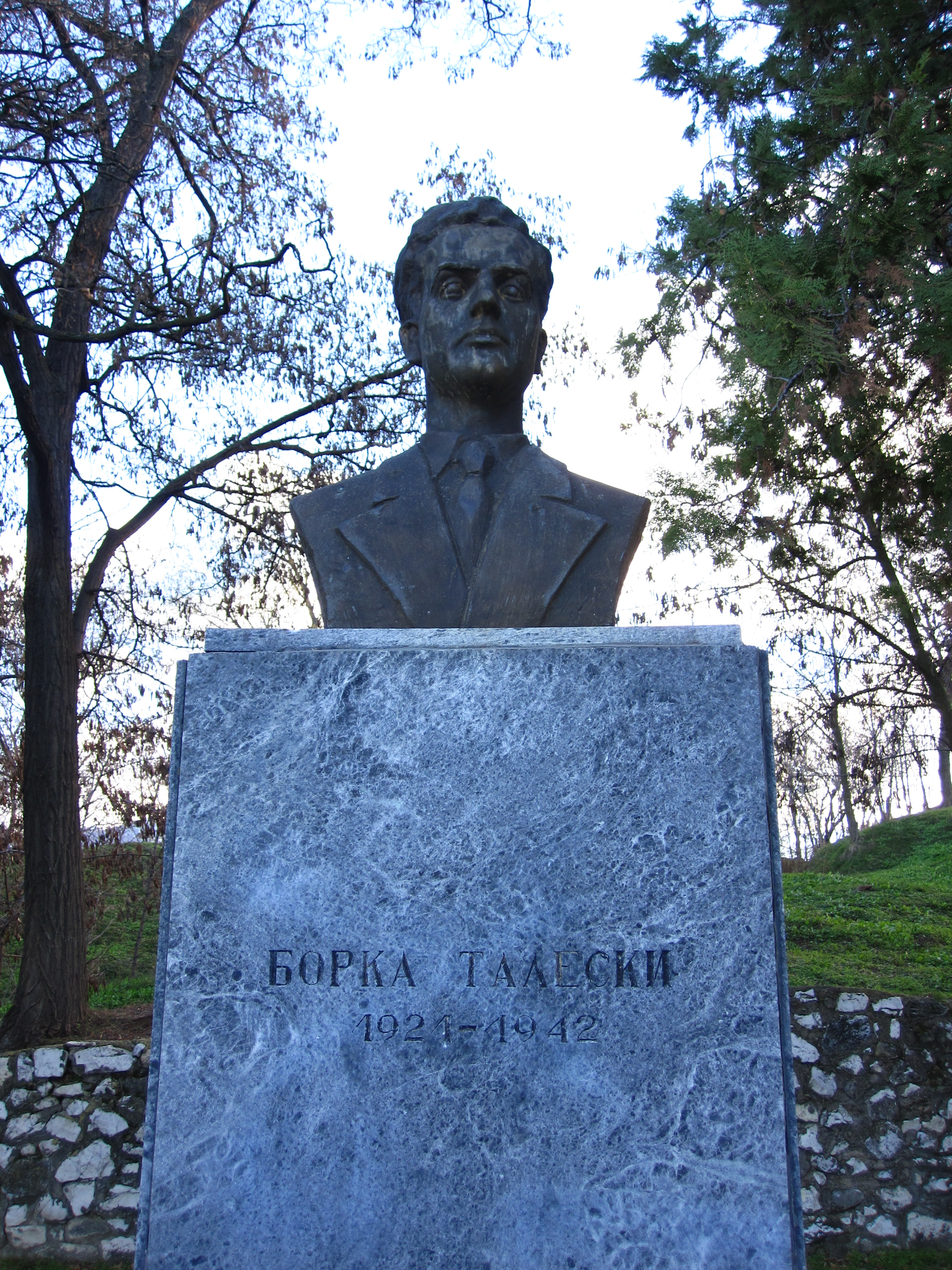
Памятник Борко Талескому в Парке Революции в Прилепе

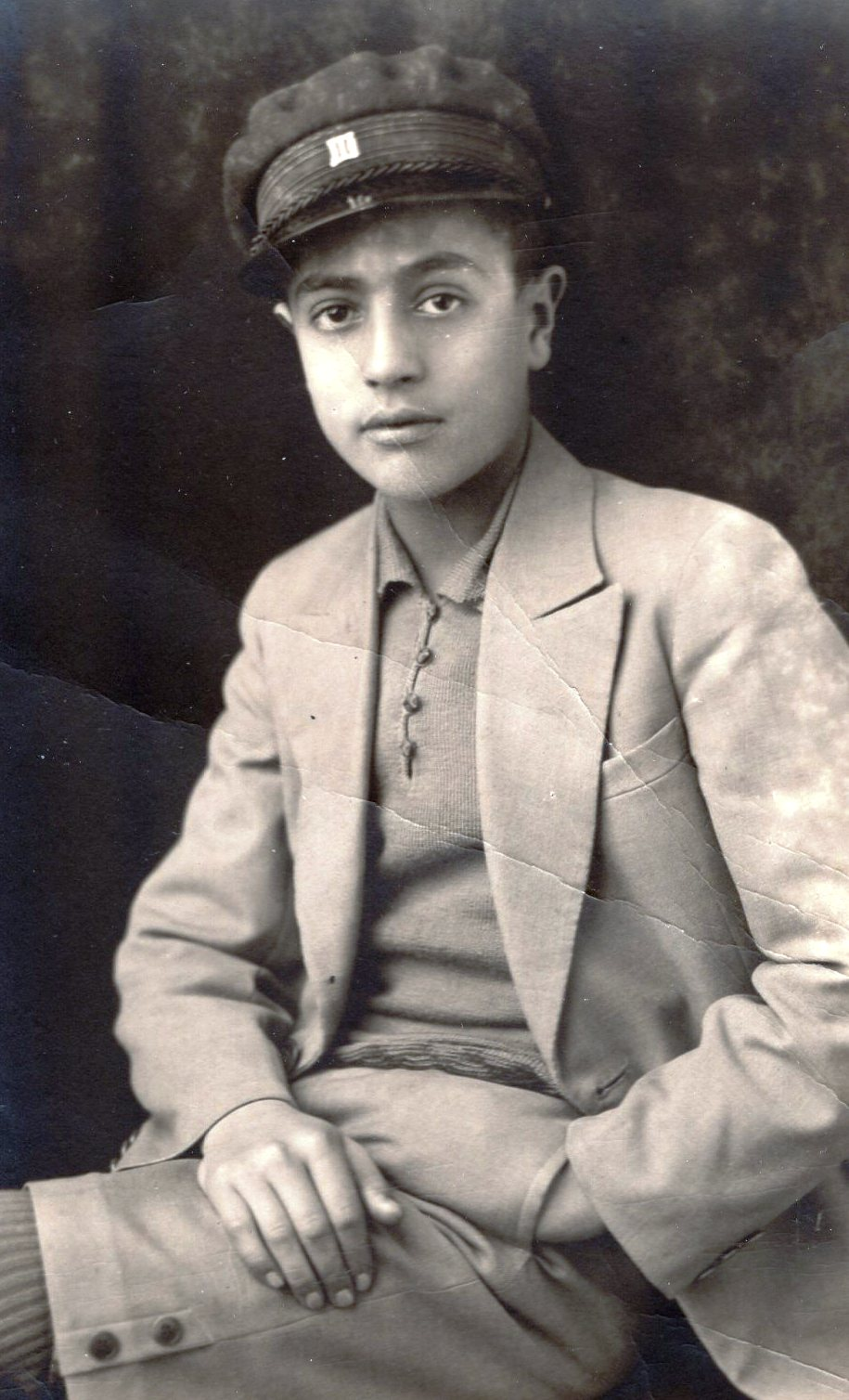
Борко Талеский в молодости

Родился 19 августа 1921 года в Прилепе в ремесленной семье. Окончил начальную школу и поступил в гимназию в Битоле. Вёл литературную страничку в журнале «Подмладак», издававшемся в городе Крагуевац. Публиковал там и свои философские сочинения, которые писал в 17-летнем возрасте. После переехал в Прилеп, где занимался в кружках. Окончив гимназию, поступил на медицинский факультет Белградского университета. Участвовал неоднократно в демонстрациях и стычках с полицией. С 1939 года член Коммунистической партии Югославии. По прибытии в Прилеп вступил в местную революционную организацию, выступил 2 августа 1940 года на большой Илинданской демонстрации и после её завершения арестован полицией и отправлен в тюрьму на Аде Циганлии.
Вскоре Борко был отправлен в лагерь Меджуречье-Иваница. В апреле 1941 года он вернулся в Прилеп и вошёл в местный комитет КПЮ. 23 июня 1941 года после нападения Германии на СССР на экстренном партийном совещании выступил с речью, в которой подчеркнул важность победы СССР над гитлеровской Германией. С начала июля в рядах Народно-освободительной армии Югославии, с сентября состоял в политбюро. 11 октября участвовал в походе на Прилеп, ставшем началом народно-освободительной борьбы в Македонии.
Борко выступал против проболгарских настроений в македонском партийном руководстве, раскритиковав Методия Шаторова, а в декабре 1941 года попал под наблюдение Болгарской коммунистической партии. В письме в ЦК КПЮ он выразил своё негативное отношение к проболгарским настроениям в партизанском движении, чем усугубил разногласия. В начале 1942 года был исключён из краевого комитета КПЮ и остался в изоляции.
2 марта 1942 года Борко Талеский и Лазо Колевский погибли у села Плетвар в перестрелке с полицией Болгарии.
Указом Президиума Народной скупщины Федеративной Народной Республики Югославии от 5 июля 1951 года ему присвоено звание Народного героя Югославии.